# 死亡之舞 (艺术类型)

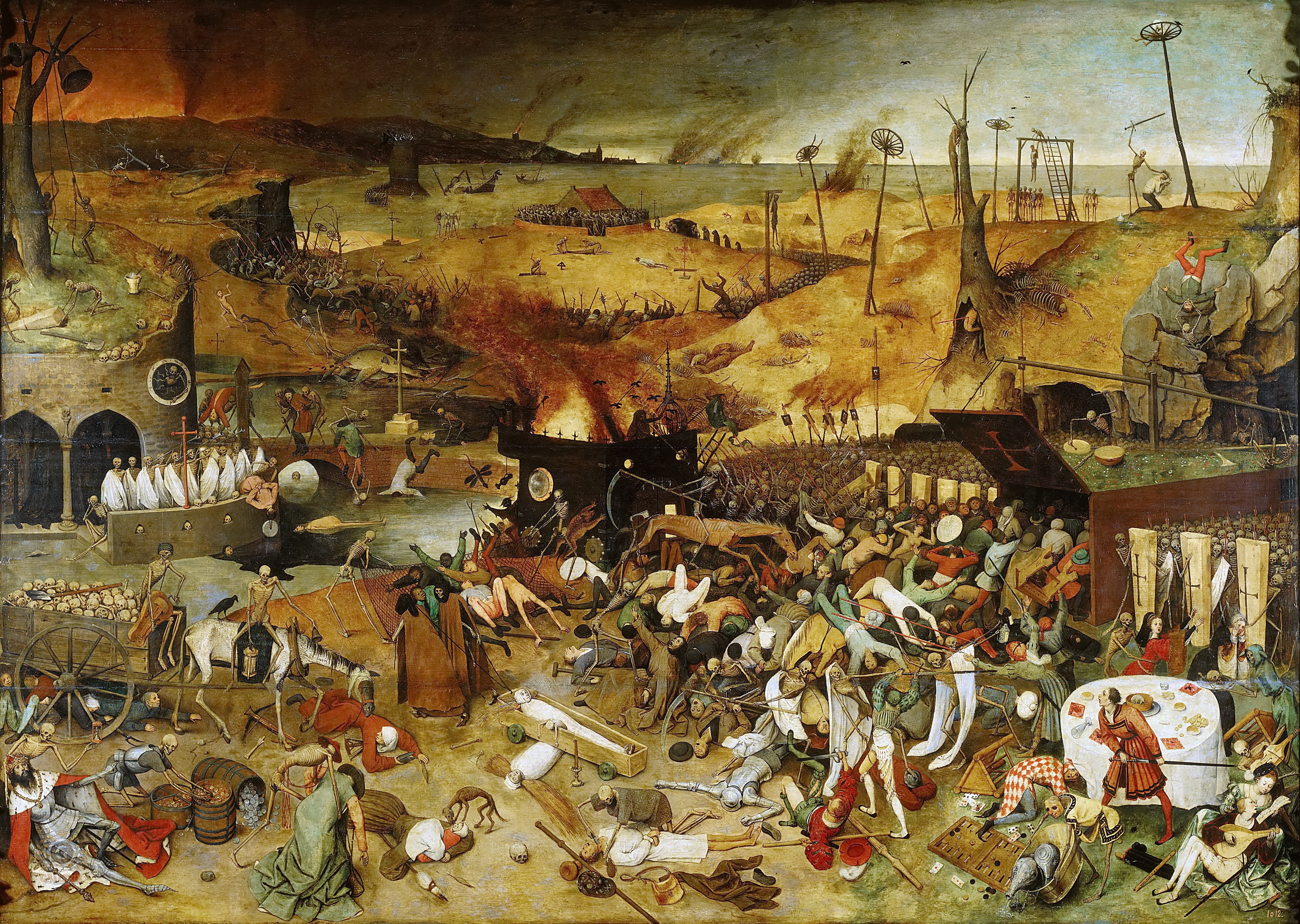
老彼得·勃鲁盖尔《死亡的胜利》，约1562年绘制

死亡之舞（法語：Danse Macabre）是欧洲中世纪后期出现的一种艺术体裁，是Memento mori的一种，见于各类绘画作品中。其常见的主题是拟人化的死亡（如骷髅），寓意着生命的脆弱和世间众生注定死亡的命运。现存最早的死亡之舞艺术作品见于巴黎圣无辜者公墓的壁画（1424-25）。